# تا بهار صبر کن، باندینی (فیلم)
تا بهار صبر کن، باندینی (به انگلیسی: Wait Until Spring, Bandini) فیلمی محصول سال ۱۹۸۹ و به کارگردانی دومینیک درودره است. در این فیلم بازیگرانی همچون جو مانتگنا، فی داناوی، برت یانگ، اورنلا موتی، مایکل باکال، آلکس وینسنت، رناتا وانی، تانیا لوپر و ژان لویی اسبیل ایفای نقش کرده‌اند.